# Unité d'hélicoptères de police macédonienne
L'unité d'hélicoptères de police macédonienne (en macédonien : Хеликоптерска единица) est une unité d'appui aérien du ministère macédonien de l'Intérieur. Son objectif est d'assurer la surveillance aérienne, la surveillance des frontières, le transport de personnalités, l'évacuation sanitaire, la recherche et le sauvetage, ainsi que la lutte contre les incendies.

## Hélicoptères

### Actuels
| Appareils | Origines   | Nombre |
| --------- | ---------- | ------ |
| Bell 412  | États-Unis | 1      |
| Bell 212  | États-Unis | 1      |
| Mil Mi-17 | Russie     | 3      |

### Anciens
Agusta Bell 206A JetRanger II MI-17B